# Arquèves
Arquèves est une commune française située dans le département de la Somme en région Hauts-de-France.

## Géographie

### Localisation
Arquèves est un village picard situé à 23 km au nord-est d'Amiens et à 13 km au sud-est de Doullens, à proximité de la vallée de l'Authie.

#### Communes limitrophes
| Marieux    | Vauchelles-les-Authie | Louvencourt |
| Raincheval | Arquèves              | Léalvillers |
|            | Toutencourt           |             |

### Nature du sol et du sous-sol
Le sol et le sous-sol de la commune sont de formation tertiaire et quaternaire. Le terrain du crétacé est recouvert d'argile à silex du tertiaire. En quelques endroits, on trouve des terrains légers ou crayeux.

### Relief, paysage, végétation
Le relief de la commune est assez accidenté, quelques ravins et vallons sont séparés par de petits plateaux. Le point culminant de la commune se situe à 153 m d'altitude au lieudit le Moulin d'Arquèves au centre du territoire communal.

### Hydrographie
La commune est située dans le bassin Artois-Picardie. Elle n'est drainée par aucun cours d'eau.

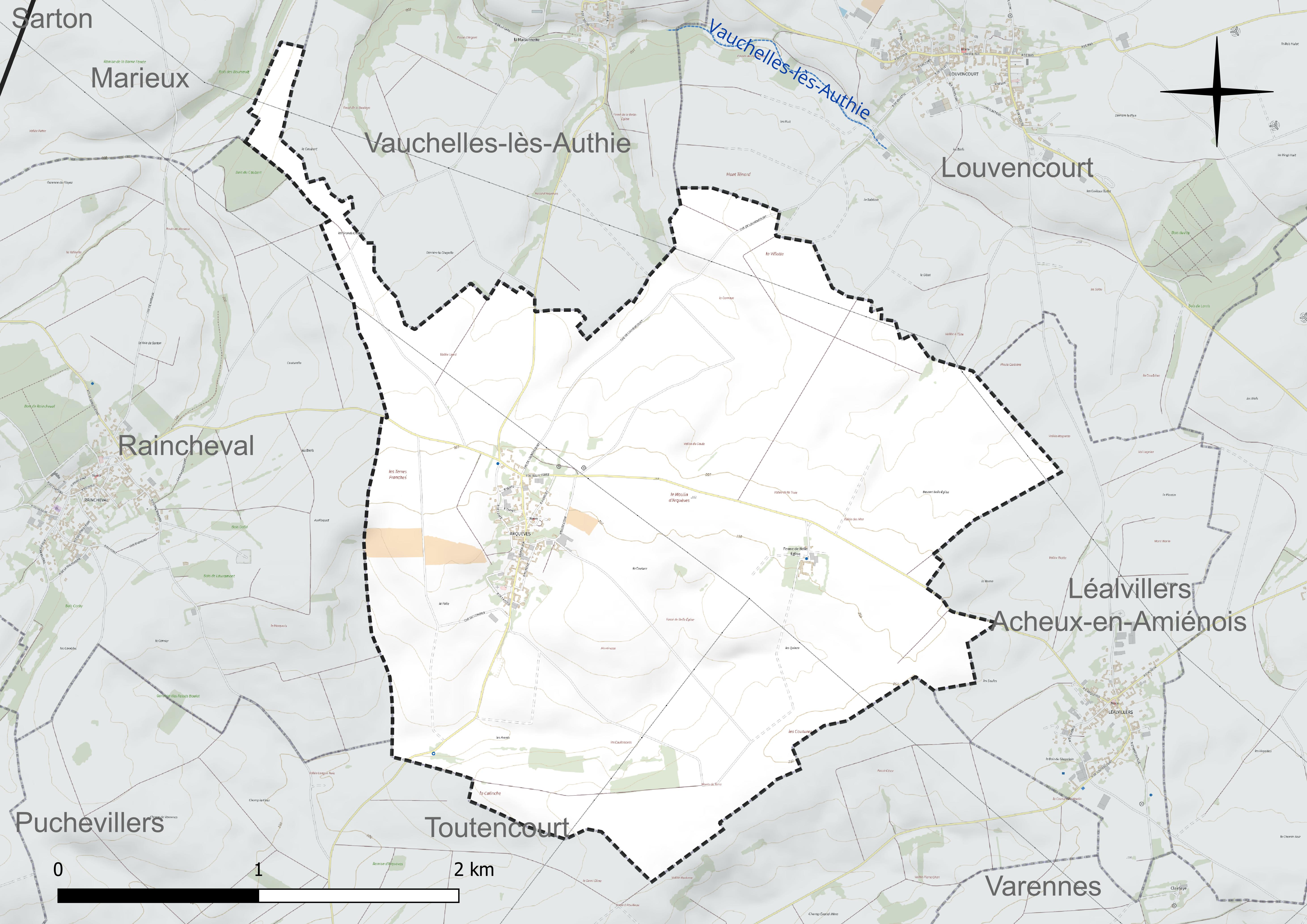
Réseau hydrographique d'Arquèves.

### Climat
Pour des articles plus généraux, voir Climat des Hauts-de-France et Climat de la Somme.
En 2010, le climat de la commune est de type climat des marges montargnardes, selon une étude du CNRS s'appuyant sur une série de données couvrant la période 1971-2000. En 2020, Météo-France publie une typologie des climats de la France métropolitaine dans laquelle la commune est exposée à un climat océanique et est dans la région climatique Nord-est du bassin Parisien, caractérisée par un ensoleillement médiocre, une pluviométrie moyenne régulièrement répartie au cours de l'année et un hiver froid (3 °C).
Pour la période 1971-2000, la température annuelle moyenne est de 9,9 °C, avec une amplitude thermique annuelle de 14 °C. Le cumul annuel moyen de précipitations est de 849 mm, avec 12,8 jours de précipitations en janvier et 9,4 jours en juillet. Pour la période 1991-2020, la température moyenne annuelle observée sur la station météorologique la plus proche, située sur la commune de Saulty à 16 km à vol d'oiseau, est de 10,4 °C et le cumul annuel moyen de précipitations est de 899,7 mm,. Pour l'avenir, les paramètres climatiques de la commune estimés pour 2050 selon différents scénarios d'émission de gaz à effet de serre sont consultables sur un site dédié publié par Météo-France en novembre 2022.

## Urbanisme

### Typologie
Au 1er janvier 2024, Arquèves est catégorisée commune rurale à habitat dispersé, selon la nouvelle grille communale de densité à sept niveaux définie par l'Insee en 2022.
Elle est située hors unité urbaine. Par ailleurs la commune fait partie de l'aire d'attraction d'Amiens, dont elle est une commune de la couronne,. Cette aire, qui regroupe 369 communes, est catégorisée dans les aires de 200 000 à moins de 700 000 habitants,.

### Occupation des sols
L'occupation des sols de la commune, telle qu'elle ressort de la base de données européenne d'occupation biophysique des sols Corine Land Cover (CLC), est marquée par l'importance des territoires agricoles (95,8 % en 2018), une proportion sensiblement équivalente à celle de 1990 (96,5 %). La répartition détaillée en 2018 est la suivante : 
terres arables (95,3 %), zones urbanisées (4,2 %), zones agricoles hétérogènes (0,4 %). L'évolution de l'occupation des sols de la commune et de ses infrastructures peut être observée sur les différentes représentations cartographiques du territoire : la carte de Cassini (XVIIIe siècle), la carte d'état-major (1820-1866) et les cartes ou photos aériennes de l'IGN pour la période actuelle (1950 à aujourd'hui).

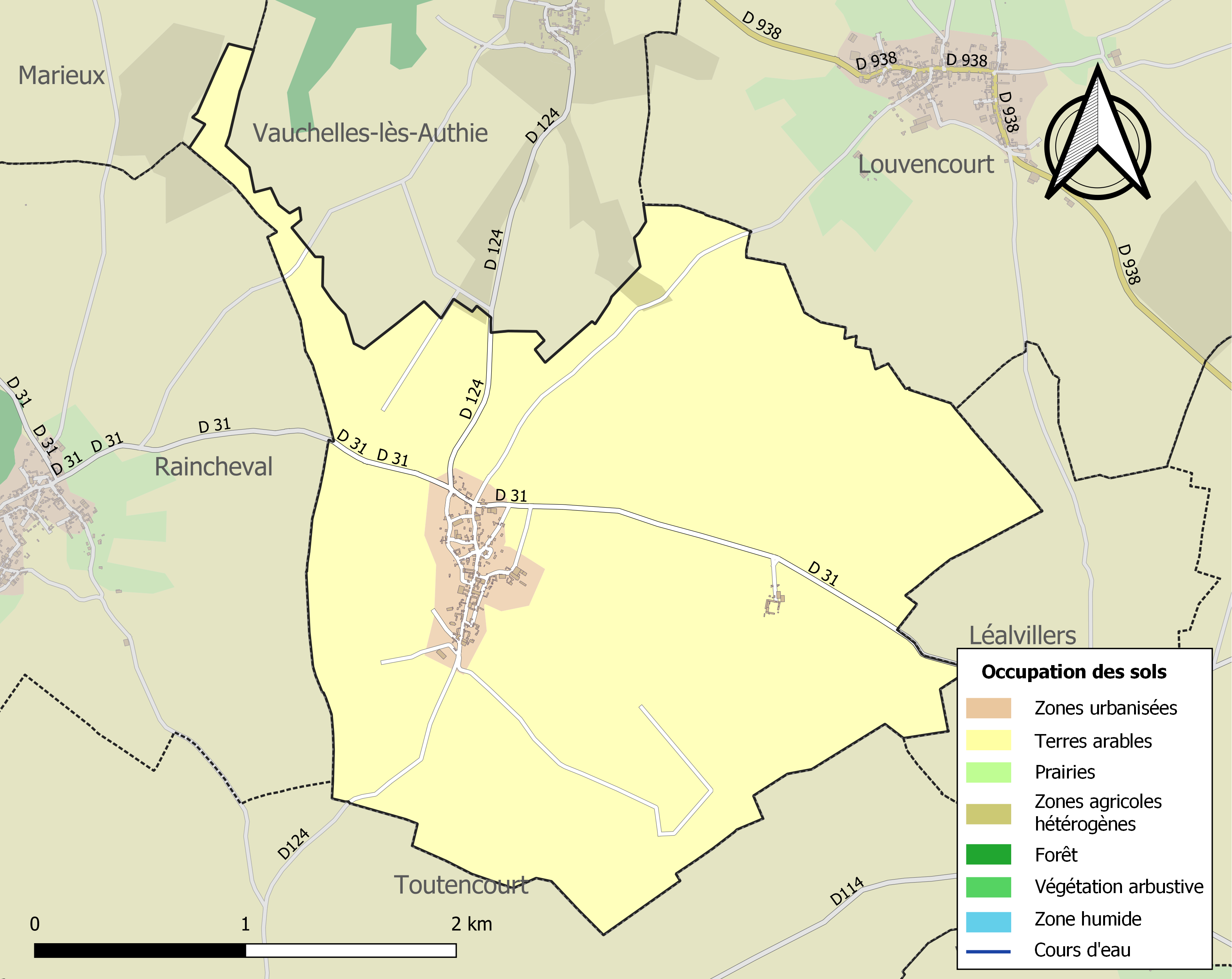
Carte des infrastructures et de l'occupation des sols de la commune en 2018 (CLC).

### Habitat
La commune présente un habitat groupé.

### Voies de communication et transports
En 2019, la localité est desservie par les autocars du réseau interurbain Trans'80 Hauts-de-France.

## Toponymie
Le nom de la localité est attesté sous les formes Arcave, Archavia en 1145, Arkaive en 1303, Arcaire en 1372, Arquise en 1579, Arquennes en 1634.
Du latin arca « citerne » et aqua « eau », ce qui a donné en picard arque - eawe « citerne d'eau », normalisé en arquève.
Artchève en picard.

## Histoire

### Préhistoire
On a retrouvé des haches en pierre taillée sur le territoire communal.

### Moyen Âge
Une commanderie de templiers était située à l'emplacement actuelle de la ferme de Belle Église. En 1303, le prévôt de Beauquesne condamna les habitants d'Arquèves à payer une amende au commandeur de Belle Église.
Pendant la guerre de Cent Ans, la population se réfugia dans les muches.

### Époque moderne
De 1635 à 1641, la population subit les rigueurs des invasions espagnoles. Des troupes espagnoles, croates et allemandes brûlèrent le village et les fermes des alentours. Une nouvelle fois, la population se réfugia dans les muches.

### Époque contemporaine
Pendant la guerre franco-allemande de 1870, trois jeunes hommes de la commune furent blessés au combat, l'un à Sedan, un autre au bois de La Houssoye à Querrieu et le troisième à Saint-Quentin. Rentrés, il moururent des suites de leurs blessures.

## Politique et administration
Par arrêté préfectoral du 27 décembre 2016, la commune est détachée le 1er janvier 2017 de l'arrondissement d'Amiens pour intégrer l'arrondissement de Péronne.

### Liste des maires
| Période                                  | Période                   | Identité             | Étiquette | Qualité                        |
| ---------------------------------------- | ------------------------- | -------------------- | --------- | ------------------------------ |
| Les données manquantes sont à compléter. |                           |                      |           |                                |
| mars 2001                                | En cours (au 29 mai 2020) | Christophe Deloraine |           | réélu pour le mandat 2020-2026 |

## Démographie
Les habitants de la commune sont appelés les Arquévois.

L'évolution du nombre d'habitants est connue à travers les recensements de la population effectués dans la commune depuis 1793. Pour les communes de moins de 10 000 habitants, une enquête de recensement portant sur toute la population est réalisée tous les cinq ans, les populations de référence des années intermédiaires étant quant à elles estimées par interpolation ou extrapolation. Pour la commune, le premier recensement exhaustif entrant dans le cadre du nouveau dispositif a été réalisé en 2005.

En 2022, la commune comptait 154 habitants, en évolution de −7,23 % par rapport à 2016 (Somme : −1,26 %, France hors Mayotte : +2,11 %).
| 1793 | 1800 | 1806 | 1821 | 1831 | 1836 | 1841 | 1846 | 1851 |
| ---- | ---- | ---- | ---- | ---- | ---- | ---- | ---- | ---- |
| 422  | 430  | 486  | 519  | 527  | 506  | 501  | 478  | 507  |

| 1856 | 1861 | 1866 | 1872 | 1876 | 1881 | 1886 | 1891 | 1896 |
| ---- | ---- | ---- | ---- | ---- | ---- | ---- | ---- | ---- |
| 509  | 506  | 521  | 488  | 417  | 400  | 373  | 375  | 353  |

| 1901 | 1906 | 1911 | 1921 | 1926 | 1931 | 1936 | 1946 | 1954 |
| ---- | ---- | ---- | ---- | ---- | ---- | ---- | ---- | ---- |
| 318  | 296  | 288  | 262  | 235  | 217  | 214  | 197  | 192  |

| 1962 | 1968 | 1975 | 1982 | 1990 | 1999 | 2005 | 2006 | 2010 |
| ---- | ---- | ---- | ---- | ---- | ---- | ---- | ---- | ---- |
| 179  | 171  | 148  | 158  | 137  | 143  | 147  | 148  | 152  |

| 2015 | 2020 | 2022 | - | - | - | - | - | - |
| ---- | ---- | ---- | - | - | - | - | - | - |
| 162  | 153  | 154  | - | - | - | - | - | - |

## Économie
L'agriculture reste l'activité dominante de la commune.

## Culture locale et patrimoine

### Lieux et monuments
- Église Saint-Martin, du XVIe siècle.
- Oratoire Saint-Joseph, du milieu du XIXe siècle, gardé par deux tilleuls[22].
- Surplomb de la vallée de l'Authie.

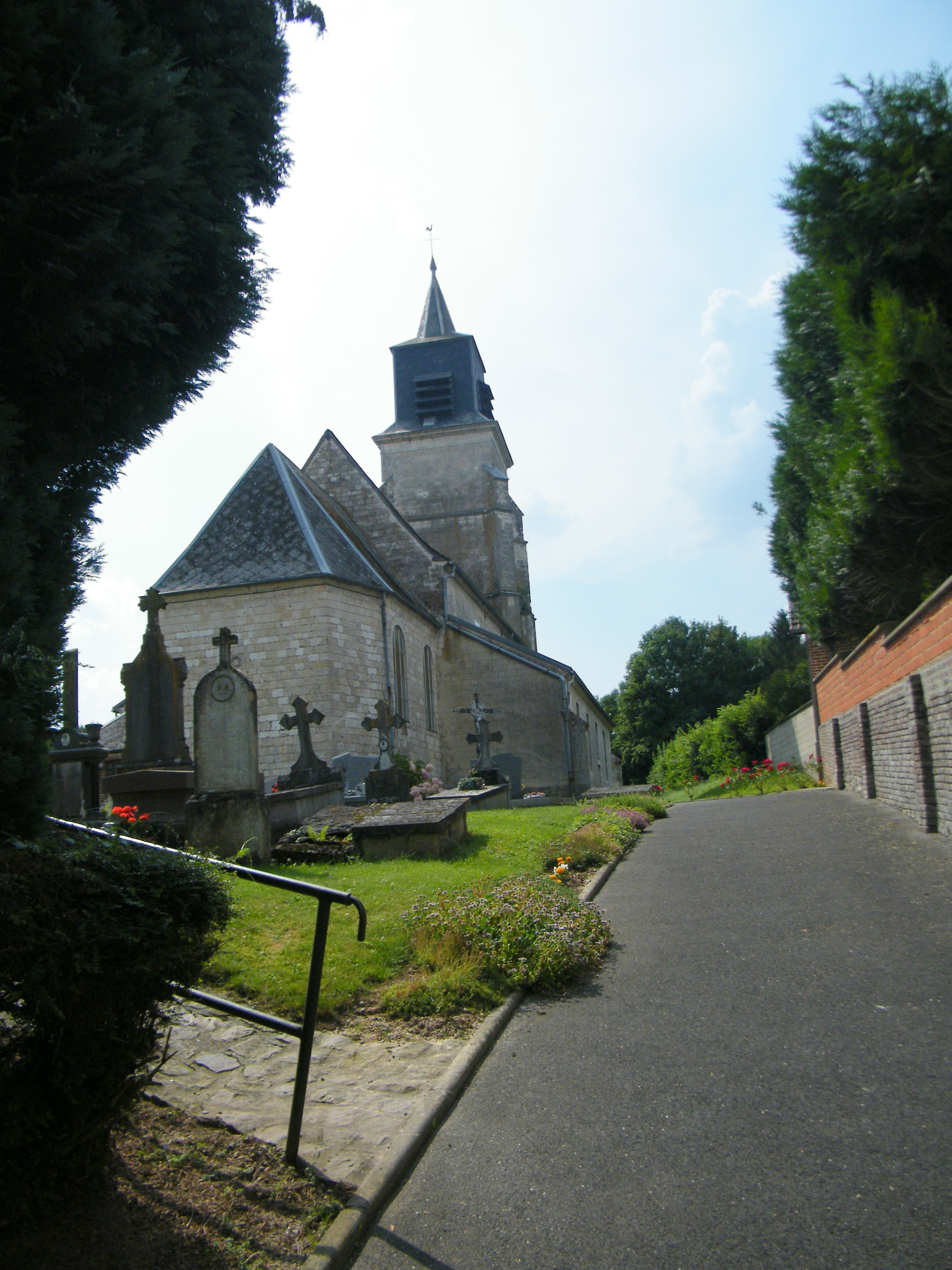
Saint-Martin.
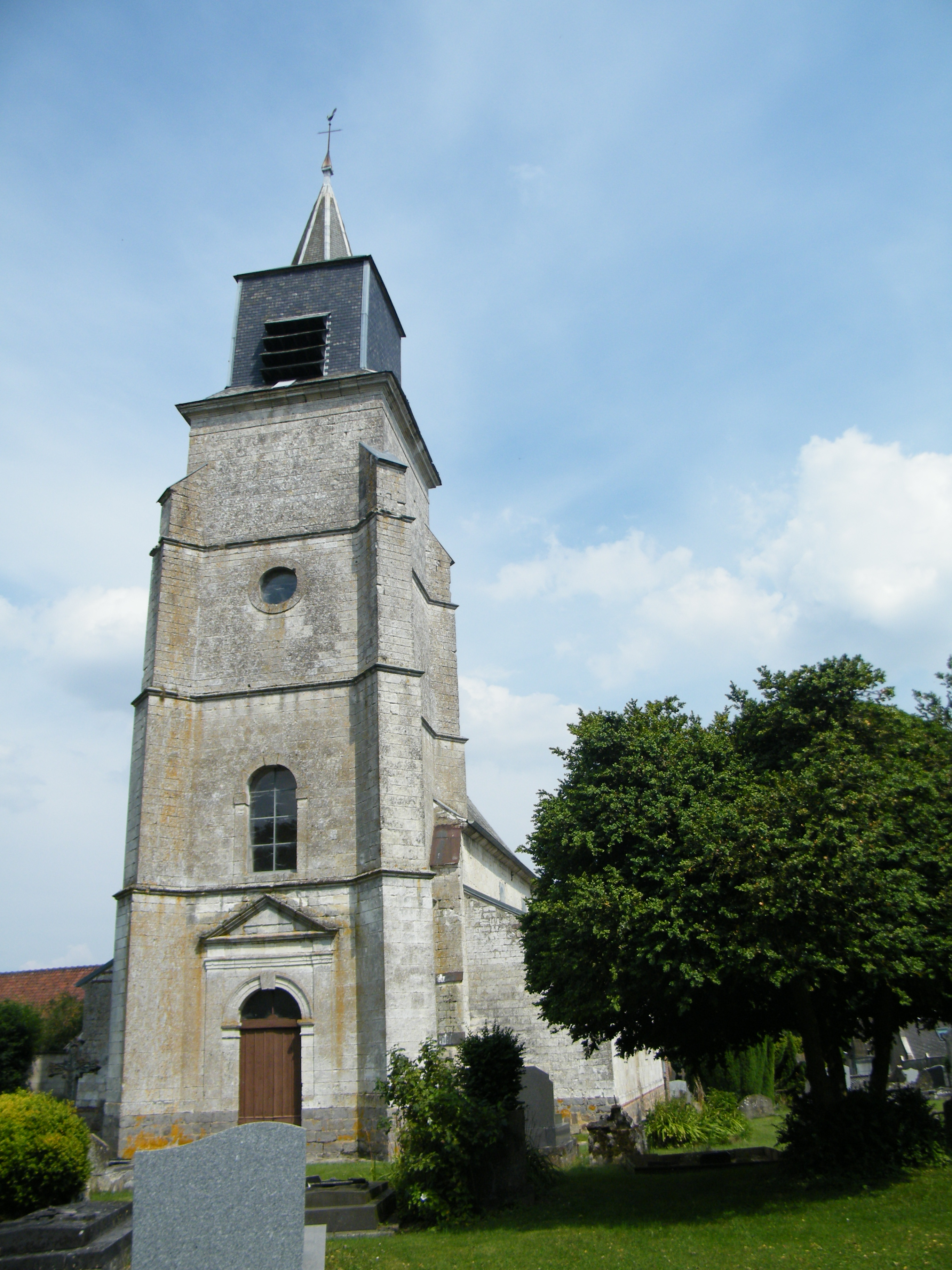
Le clocher.
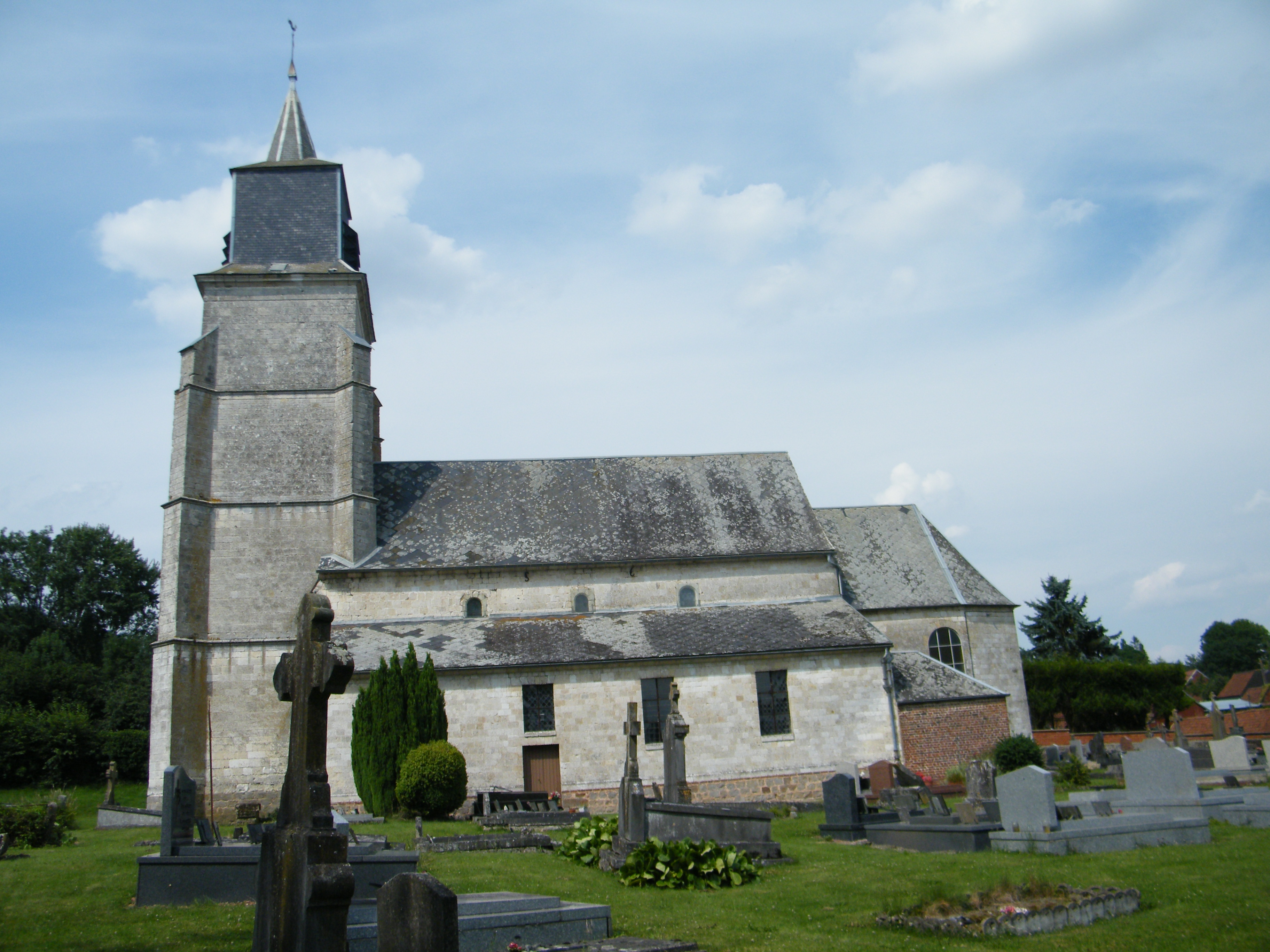
Autre vue de Saint-Martin.
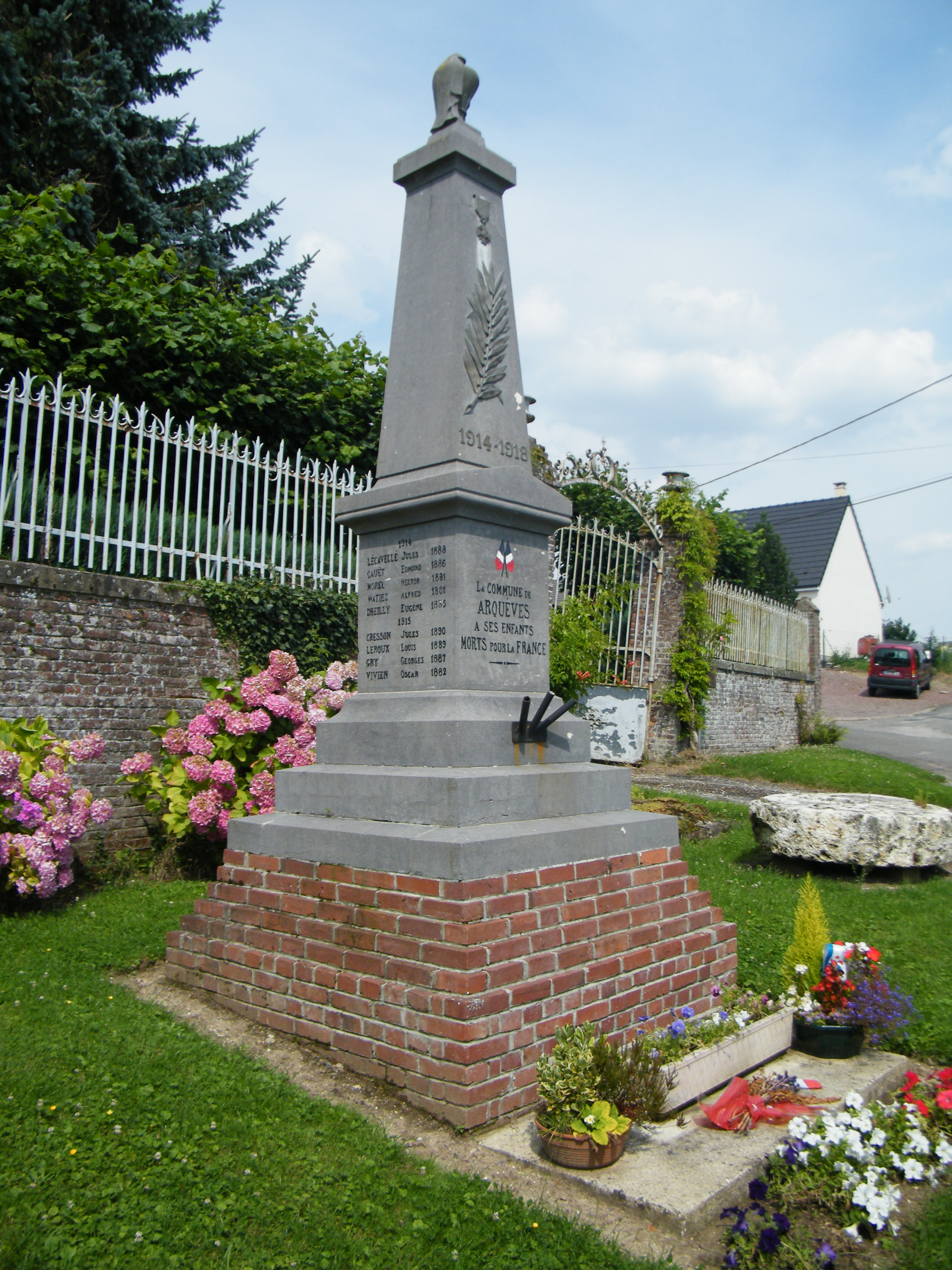
Monument aux morts pour la patrie.

## Pour approfondir